# Heinrich von Ficker
Pour les articles homonymes, voir Ficker.
Heinrich von Ficker, né le 22 novembre 1881 à Munich et mort le 29 avril 1957 à Vienne, est un météorologue et géophysicien germano-autrichien. 

## Biographie
Il est le fils de l'historien Julius von Ficker (1826-1902). Il étudie à partir de 1901 aux universités de Vienne et d'Insbruck, obtenant son doctorat le 30 juin 1906 de l'Université d'Innsbruck,. En 1907, il obtient une reconnaissance internationale en tant que météorologue grâce à ses études synoptiques sur les intrusions d'air froid dans les Alpes orientales centrales. La même année, il devient assistant de Wilhelm Trabert (de) et termine son habilitation universitaire en météorologie en 1909.
Entre 1906 et 1910, alors qu'il est toujours basé à Innsbruck, il réalise des études scientifiques approfondies sur la dynamique des vents du foehn alpin. Avec le biométéorologue Bernhard de Rudder (1894-1962), il est l'auteur du traité Föhn und Föhnwirkungen (Foehn et effet de foehn). Il était également responsable d'importantes recherches sur les fronts froids et les vagues de chaleur qui se produisent en Russie et en Asie du Nord entre 1910 et 1911.
Il est professeur de météorologie à l'université de Graz à partir de 1911 et de 1923 à 1937, professeur à l'université de Berlin. Au cours de son mandat à Berlin, il est aussi durant plusieurs années directeur de l'Institut météorologique prussien. De 1937 jusqu'à sa retraite en 1952, il est professeur à l'Université de Vienne et directeur du Zentralanstalt für Meteorologie und Geodynamik (Institut central de météorologie et de géodynamique) (ZAMG),.